# SOS – Save Olli Schulz
SOS – Save Olli Schulz ist das zweite Soloalbum des deutschen Singer-Songwriter und Gitarristen Olli Schulz. Es erschien am 16. März 2012 beim Indie-Label Trocadero.

## Information
Der Titel „Der kleine Bär“ wurde im Jahr 2003 bereits auf der Single „Der Moment“ als Non-Album-Track veröffentlicht.

## Titelliste
1. „Wenn es gut ist“ – 2:37
2. „Irgendwas fehlt“ – 2:34
3. „Ich kenn' da Ein“ – 2:56
4. „Ich dachte, du bist es“ – 4:11
5. „Old dirty man“ – 3:30
6. „Crew“ – 0:17
7. „Schrecklich schöne Welt“ – 2:42
8. „Vorspiel“ – 0:30
9. „Spielerfrau“ – 2:42
10. „H.D.F.K.K.“ – 2:16
11. „Alles richtig“ – 0:30
12. „Koks & Nutten“ – 5:46
13. „Briefmarke“ – 0:35
14. „Der kleine Bär“ – 2:31
15. „Phosphormann“ – 2:29
16. „Verliebt in 2 Mädchen“ – 2:36
17. „Danke an Alle“ – 2:23

## Rezension
Gunther Reinhardt hörte das Album für das Magazin Rolling Stone und urteilte: „Aus einer ein paar Stunden dauernden Session mit Schlagzeuger Ben Lauber, Produzent Moses Schneider und Freunden wie Gisbert zu Knyphausen oder Walter Schreifels hat Olli Schulz Lieder, Witze und Pop-Aphorismen herausgefiltert; ein Repertoire, das mal melancholisch, mal albern, immer aber poetisch von der Liebe und deren Nebenwirkungen erzählt.“
Thomas Andre schrieb im Hamburger Abendblatt: „Schulz ist ein Meister des Unfertigen, seine Stücke bleiben oft Entwürfe und sind auch auf Platte so, als würde einer vor Publikum den musizierenden Entertainer geben: mitsamt launiger Ansagen und allerlei Döneken. [...] Es sind entspannte, schrullige und warmherzige Songs von einem guten Typen. Meistens tönen Akustikgitarren und in den besten Momenten auch mal eine elektrische zu Schulzens quengelig-verwaschener Stimme.“
Auf der Entertainment-Website „Popshot“ wurde folgendes Fazit gezogen: „Das neue Album klingt so locker und leicht aus der Hüfte geschossen, dass es nicht nur Freude macht, Olli Schulz zuzuhören, sondern sofort die Zugabe eingefordert wird.“